# Марк Херений Фауст
Марк Херений Фауст (на латински: Marcus Herennnius Faustus) е сенатор на Римската империя през 2 век.
Произлиза от самнитската фамилия Херении от Кампания. През март и април 121 г. той е суфектконсул заедно с Квинт Помпоний Руф Марцел.